# John Joe McGirl
John Joe McGirl (irisch Seán Seosamh Mac Fhearghail; * 25. März 1921 in Ballinamore, County Leitrim, Irland; † 8. Dezember 1988 ebenda) war ein irischer Politiker der Sinn Féin. Von 1957 bis 1961 war er Teachta Dála (Abgeordneter) im Dáil Éireann, dem Unterhaus des irischen Parlaments (Oireachtas). 1958 war er Stabschef der IRA.

## Leben
McGirl wuchs auf einem landwirtschaftlichen Hof auf. Als Jugendlicher wurde er in den 1930er Jahren Mitglied der IRA. Er wurde zu Kommandounternehmen in Großbritannien ausgebildet. Doch das Unternehmen flog auf und er wurde 1946 festgenommen und zu zwölf Monaten Haft verurteilt. In den 1950er Jahren wollte er an der Border Campaign teilnehmen. Im Januar 1957 wurde er verurteilt und im Mountjoy Prison inhaftiert. Bei den Wahlen 1957 zum Dáil Éireann im Wahlkreis Sligo–Leitrim konnte er für die Sinn Féin einen Sitz erringen. Wegen der Politik des Abstentionismus blieb er dem Parlament fern. 1960 wurde er in den Leitrim County Council gewählt. Den Sitz hielt er bis zu seinem Tod.
McGirl betrieb einen Fahrradladen und einen Pub und arbeitete als Bestatter und Totengräber.
Bei den Wahlen 1961 verlor er den Sitz wieder. Als die Sinn Féin und die IRA sich Ende der 1960er spaltete, blieb er bei der Provisional Irish Republican Army und versuchte erneut, bewaffnete Kommandounternehmen in Nordirland zu organisieren. Er versuchte noch bei den Wahlen im Februar 1982 und bei den Wahlen zum Dáil Éireann 1987 erneut in den Dáil einzuziehen, hatte jedoch keinen Erfolg. Von 1985 bis 1988 war er stellvertretender Vorsitzender der Sinn Féin und stützte den Kurs von Gerry Adams.

## Privates
McGirl war mit Bridget verheiratet und hatte mit ihr vier Kinder.